# Abel Seyler

Abel Seyler

Unterschrift von Abel Seyler

Abel Seyler (* 23. August 1730 in Liestal bei Basel; † 25. April 1800 in Rellingen) war ein deutscher Theaterprinzipal Schweizer Herkunft. Er galt als einer der führenden europäischen Theaterprinzipale des 18. Jahrhunderts und als der führende Förderer des deutschen Theaters von den späten 1760er Jahren bis in die 1780er Jahre. Er stellte Shakespeare einem deutschsprachigen Publikum vor, förderte das Konzept eines Nationaltheaters in der Tradition von Ludvig Holberg, der Dramatiker der Epoche Sturm und Drang und der deutschsprachigen Oper. Bevor er sich ab 1767 dem Theater widmete, war er als umstrittener Kaufmann und Bankier in Hamburg tätig.

## Herkunft
Abel Seyler wuchs in Liestal in der Kanton Basel in der Schweiz auf. Beide Eltern gehörten dem Basler Patriziat an. Er war Sohn des Dr. theol. Abel Seyler (1684–1767), der von 1714 bis 1763 Pfarrer in Frenkendorf-Munzach in Liestal war, und Anna Katharina Burckhardt (1694–1773). Er war Enkel des reformierten Theologen Friedrich Seyler und Elisabeth Socin, Mitglied einer aus Italien stammenden Adelsfamilie, und wurde nach seinem Urgroßvater, dem schweizerischen Gesandten am Französischen Hofe Abel Socin, benannt. Er stammte auch aus den Basler Patrizierfamilien Merian und Faesch und war matrilinearer Nachkomme der Justina Froben, der Tochter des Humanisten Johann Froben. Er stammte von vielen früheren Basler Bürgermeistern ab; zu seinen entfernten Verwandten gehörte Kardinal Joseph Fesch, der Onkel Napoleons, sowie die Naturforscherin Maria Sibylla Merian und der Orientalist Johann Ludwig Burckhardt. Er hatte eine Schwester, Elisabeth Seyler (1715–1798), die mit dem Pfarrer Daniel Merian (1700–1779) verheiratet war.

## Kaufmann und Bankier in Hamburg
Als junger Mann ließ sich Seyler in Hamburg nieder und war dort bis 1766 als Kaufmann und Bankier tätig. Mit seinen Geschäftspartnern Edwin Müller und Johann Martin Tillemann gründete er die Firmen Müller & Seyler und Seyler & Tillemann, die in den 1750er und frühen 1760er Jahren mit Finanzinstrumenten spekulierten. Unter anderem handelte Seyler während des Siebenjährigen Kriegs zusammen mit Johann Tillemann mit unterwertigen Heckmünzen, die sie in der Hamburg nahe gelegenen Münze zu Rethwisch herstellen ließen. Die durch die Münzverschlechterung ausgelösten Wirren sorgen nach Ende des Krieges für den Untergang des Handelshauses von Seyler und Tillemann. Müller & Seyler und Seyler & Tillemann gingen 1763 bankrott mit mehr als 3 Millionen Mark Banco in Schulden, eine enorme Summe, was große Aufmerksamkeit erregte. Die Historikerin Mary Lindemann beschrieb die Bankrotte als absichtlich und böswillig, und als Beispiele für „betrügerische Pläne“. Rechtsstreitigkeiten im Zusammenhang mit den Konkursen wurden 1763 eingeleitet und der Fall erreichte das Reichskammergericht. Lindemann führt aus:
Ein wichtiger Fall gegen mehrere Geschäftspartner erreichte 1765 das Reichskammergericht. Er bietet eine gute Perspektive auf „betrügerische Geschäfte“, insbesondere auf das Wechselreiterei der beiden Firmen Müller & Seyler und Seyler & Tillemann. Obwohl die hier präsentierten Stimmen die der Gläubiger sind, enthüllen die Dokumente dennoch, wie Zeitgenossen die Geschäftspraktiken der Konkursreiter wahrnahmen und wie diese Praktiken in ihren Köpfen besonders bösartige Formen annahmen. Die Anwälte der Gläubiger legten den Hintergrund des Falles ausführlich dar: Müller und Seyler waren neue Männer; Edwin Müller war vor einigen Jahren aus Hannover gekommen und Abel Seyler wurde in einem der Schweizer Kantone geboren. Beide hatten jedoch „ihre Geschäfte gelernt“ und hatten sich in Hamburg verheiratet. „Wenn man ihren Bilanzen glauben kann“, betrug ihr Startkapital nicht mehr als 38.000 Mark Banco, und „davon wurde gut über die Hälfte für Möbel für zwei Haushalte, Kleidung, Schmuck, Silberwaren und anderen privaten Verbrauch für sie selbst, ihre Frauen und Kinder sowie auf Fahrzeuge, Pferde und so weiter verschwendet.“ Ihre Geschäfte waren von Anfang an unterkapitalisiert. In den 1750er Jahren schien dies ein kleines Problem zu sein, da es leicht war, Kredite zu erhalten. Als die Geldströme versagten, versuchten sie, schnell Geld durch Wechselreiterei zu beschaffen. Da ihre flüssigen Mittel ihre Ausgaben und Schulden nicht decken konnten, wurden ihre Geschäfte zur „frechsten Form des Windhandels“ [„Windhandel“, d. h. spekulative oder fiktive Geschäfte]. Während sich ihre Geschäfte ausweiteten – sie übernahmen immer mehr Aufträge im Import- und Exportgeschäft, investierten in eine Zuckerraffinerie und liehen einer Reihe von Personen Geld – setzten sie die Wechselreiterei fort und erweiterten sie erheblich. 1757 nahmen sie einen neuen Partner auf, genannt Tillemann, der jedoch „nicht einen einzigen Kreuzer“ zum Kapital beitrug, was sie jedoch nicht davon abhielt, ihr Geschäft in einem rasanten Tempo zu erweitern. Obwohl die Geschäfte Ende der 1750er Jahre zu blühen schienen, geschah dies ausschließlich „auf Kosten anderer“.

## Seyler als Theaterprinzipal

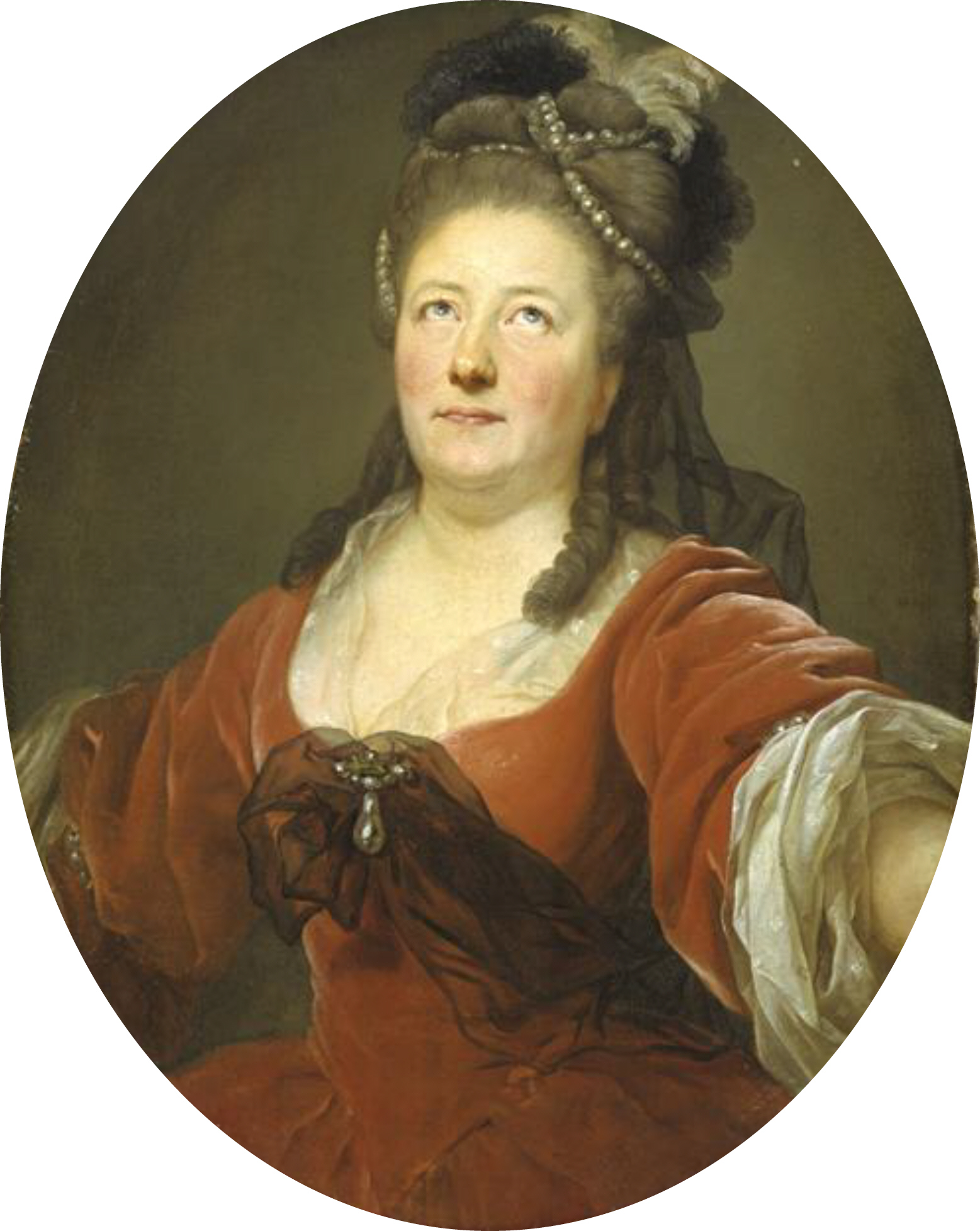
Seine zweite Frau Friederike Sophie Seyler galt als die berühmteste deutsche Schauspielerin in der zweiten Hälfte des 18. Jahrhunderts

### Hamburgische Entreprise (1767–1769)
Nach den Insolvenzen seiner Firmen widmete sich Seyler seiner großen Leidenschaft, dem Theater. Einen großen Einfluss auf seine Entscheidung hatte seine Faszination für die Schauspielerin Friederike Sophie Hensel (Seyler), die als die berühmteste deutsche Schauspielerin in der zweiten Hälfte des 18. Jahrhunderts galt und die später seine zweite Frau wurde. Von 1767 bis 1769 war er Hauptunterstützer, Hauptaktionär und faktischer Leiter der Hamburgischen Entreprise – auch Hamburger Nationaltheater genannt – der erste Versuch, nach den Ideen Ludvig Holbergs ein Nationaltheater in Deutschland zu errichten. Er beschäftigte Gotthold Ephraim Lessing als den ersten Dramaturgen der Welt und zog bedeutende Schauspieler wie Konrad Ekhof und Friedrich Ludwig Schröder an. Das Wirken des Theaters wurde von Lessings Hamburgische Dramaturgie verewigt. Das Theater befand sich im Comödienhaus und musste nach zwei Jahren schließen, nachdem Seyler den Rest seines Vermögens dafür ausgegeben hatte.

### Seylersche Schauspiel-Gesellschaft (1769–1779)
1769 gründete Seyler die Seylersche Schauspiel-Gesellschaft mit etwa 60 Mitgliedern und erhielt vom hannoverschen Kurfürsten Georg III. den Privileg als „Direktor der königlichen und kurfürstlichen Hofschauspieler“. Die Seylersche Schauspiel-Gesellschaft galt als „die beste Schauspielgesellschaft, welche in jener Zeit [1769–1779] in Deutschland existierte“. Er konnte vor allem Konrad Ekhof für die Truppe gewinnen. Seyler schaffte es in seinem ersten Jahr als Prinzipal allerdings nicht, an die alten Erfolge des Hamburger Nationaltheaters anzuknüpfen. Das mangelnde Publikumsinteresse in Hannover führte zu finanziellen Problemen und als Ekhof im Mai 1770 zudem noch schwer erkrankte und lange nicht auftreten konnte, verschlimmerte sich die Situation dramatisch. Seylers Schwager, der Hofapotheker J.G.R. Andreae aus Hannover, rettete die Seylersche Gesellschaft durch die Übernahme aller Schulden vor dem drohenden Ruin, verlangte dafür allerdings, dass Ekhof die Leitung übernimmt.
Im Jahr 1771 ging die Seylersche Gesellschaft auf Einladung Herzogin Anna Amalias hin an den Weimarer Hof, wo sie freundlich aufgenommen wurden und die Leitung wieder an Seyler überging. Weimar stand damals kurz vor seiner Glanzzeit, der Weimarer Klassik; Herzogin Anna Amalia zog durch ihre Gönnerschaft eine Anzahl der klügsten Köpfe ihrer Zeit an den später so titulierten „Weimarer Musenhof“. Nach dem Schloßbrand im Jahr 1774 musste die Truppe Anna Amalias Hof verlassen und ging nach Gotha und Leipzig. Im Jahr 1775 erhielt Seyler das kursächsische Privileg und 1776 eröffnete er ein neuerbautes Sommertheater in Dresden.
1777 verzichtete Seyler auf das kursächsische Privileg. In den nächsten zwei Jahren war die Seylersche Truppe hauptsächlich in Frankfurt und Mainz ansässig, mit Aufenthalten in Köln, Hanau, Mannheim, Heidelberg und Bonn. Er gilt als Vater des Frankfurter Theaterleben.
Im Jahr 1778 besuchte Wolfgang Amadeus Mozart das Theater in Mannheim, wo Dalberg ihn bat, ein Duodrama für die Seyler-Truppe zu schreiben. Mozart schrieb begeistert an seinen Vater Leopold Mozart: „die Seylersche Truppe ist hier, die Ihnen schon par renommée bekannt sein wird“.

### Späte Jahre (1779–1801)
Nach 1779 war Seyler an der Errichtung des Nationaltheaters in Mannheim beteiligt, wo er von 1779 bis 1781 Direktor war. Von 1781 bis 1783 war Seyler Direktor des Schleswigschen Hoftheaters. Zwischen 1783 und 1787 leitete er wieder das Comödienhaus in Hamburg, und von 1787 bis 1792 war er wieder Direktor des Schleswigschen Hoftheaters. 1792 zog er sich mit einer Pension vom Landgrafen Karl von Hessen-Kassel zurück. Ab 1798 lebte er als Gast auf dem Gut seines langjährigen Freundes, des Schauspielers und prominenten Freimaurers Friedrich Ludwig Schröder in Rellingen, wo er am 25. April 1800 starb und am 1. Mai 1800 beigesetzt wurde.

### Vermächtnis und Beurteilung
Seyler förderte das Konzept eines Nationaltheaters in der Tradition von Ludvig Holberg, Dramen der jungen Generation des Sturm und Drang und der deutschsprachigen Oper. Er beschäftigte junge Dramatiker als Theaterdichter und ließ 1777 Klingers Schauspiel Sturm und Drang uraufführen, das namensgebend für die gesamte Epoche wurde. Sein Wirken trug auch wesentlich dazu bei, die Werke Shakespeares in Deutschland bekannt zu machen. Die Oper Alceste, die eine deutsche Operntradition begründete, wurde für die Seylersche Gesellschaft von Anton Schweitzer mit einem Libretto von Christoph Martin Wieland geschrieben und am 28. Mai 1773 am Hoftheater Weimar uraufgeführt.
Laut dem Musikkritiker John Warrack:
Der Erfolg von Abel Seylers Gesellschaft in den Nachkriegsjahren beruhte auf seinem unternehmerischen Talent, gepaart mit dem Talent, Talente zu gewinnen. Es wäre ihm jedoch nicht gelungen, ohne den größeren Respekt, der den reisenden Theatertruppen zuteilwurde, in dem neuen Klima des Interesses im Drama und folglich in der dramatischen Musik.
Im Gegensatz zu anderen führenden Theaterprinzipalen des 18. Jahrhunderts war Seyler selbst kein Schauspieler und konzentrierte sich auf die künstlerische und ökonomische Leitung der Schauspielgesellschaft. Sein bürgerlicher Hintergrund und seine Vergangenheit als Kaufmann und Bankier waren in seinem neuen Beruf ebenfalls höchst ungewöhnlich. Seyler war eine unkonventionelle und farbenfrohe Persönlichkeit; er galt als „ein Mann von Geschmack, Kenntnissen und Empfänglichkeit für die Freuden des Lebens“. Obwohl er als Kaufmann in Hamburg umstritten war, wurde Seyler im späteren Leben für seine Theaterarbeit sehr geschätzt. So wurde er noch zu seinen Lebzeiten 1794 als „einer der verdienstesten Männer um die deutsche Kunst“ bezeichnet. Er wurde von vielen Zeitgenossen wie Gotthold Ephraim Lessing gelobt; Christoph Martin Wieland beschrieb ihn als „Mann von Empfindung und Einsicht“. Nach seinem Tod schrieb seine Tochter Sophie Leisewitz, die Frau des Dichters Johann Anton Leisewitz, in das Stammbuch des Schauspielers Friedrich Ludwig Schröder: „Mir fiel das glückliche Loos, aus kindlicher Pflicht den Mann zu verehren, den Tausende nur bewundern dürfen.“

## Freimaurerei
Seyler war Freimaurer. Er schloss sich 1753 der Freimaurerei in London an, wurde im Mai 1755 Mitglied der Absalom-Loge in Hamburg und war bis zu seinem Tod an der Freimaurerei beteiligt.
Abel Seyler und Konrad Ekhof gründeten zusammen mit anderen Mitgliedern der seylerschen Truppe die erste Freimaurerloge in Gotha. Die Gründung erfolgte am 25. Juni 1774 im Gasthof Zum Mohren, anlässlich der Geburt Johannes des Täufers. Die Loge hieß ursprünglich Cosmopolit, wurde aber kurz danach zu Ehren der herzoglichen Familie in Zum Rautenkranz umbenannt. Zu seinen Mitgliedern gehörten mehrere Mitglieder der seylerschen Truppe, wie der Komponist Georg Anton Benda; der regierende Herzog Ernst II. und sein Bruder Prinz August wurden kurz darauf Mitglieder, ebenso wie viele Adelige und Mitglieder den lokalen Elite Gothas. Viele der Mitglieder wurden auch Mitglieder des Illuminatenordens.

## Familie
Er war in seiner ersten Ehe seit 1754 mit Sophie Elisabeth Andreae (1730–1764) verheiratet; sie war Tochter des wohlhabenden Hannover Hofapothekers Leopold Andreae und Schwester des berühmten Naturforschers J.G.R. Andreae. Sie hatten drei Kinder: Der Hofapotheker in Celle Abel Seyler (1756–1805), der Hamburger Bankier Ludwig Erdwin Seyler (1758–1836), Teilhaber der Firma Joh. Berenberg, Gossler & Co., und Sophie Seyler (1762–1833), die ab 1781 mit dem Sturm und Drang-Dichter Johann Anton Leisewitz verheiratet war. Nach dem Tod ihrer Mutter im Jahre 1764 wuchsen die Kinder bei ihrem Onkel J.G.R. Andreae in Hannover auf. Abel Seyler hatte seitdem wenig Kontakt zu seinen Kindern.
Seyler heiratete 1772 in zweiter Ehe die Schauspielerin Friederike Sophie Seyler (Hensel) († 1789). Die Ehe war kinderlos.

## Noten
1. ↑  Sein Todesjahr wird in einigen Quellen aus dem 20. Jahrhundert fälschlicherweise als 1801 angegeben.